# Rugby-Union-Juniorenweltmeisterschaft 2015
Die Rugby-Union-Juniorenweltmeisterschaft 2015 (engl. 2015 World Rugby U20 Championship) war die achte Ausgabe der Weltmeisterschaft für U20-Junioren-Nationalmannschaften in der Sportart Rugby Union. Sie fand vom 2. bis 20. Juni 2015 in Italien statt. Den Juniorenweltmeistertitel gewann zum fünften Mal Neuseeland.
Zwei Monate zuvor fand in Portugal die World Rugby U20 Trophy 2015 für tiefer eingestufte Mannschaften statt.

## Austragungsorte
Sämtliche Spiele fanden an folgenden Orten in den Region Lombardei und Emilia-Romagna statt:
| Ort       | Stadion                  | Kapazität |
| --------- | ------------------------ | --------- |
| Calvisano | Stadio San Michelie      | 05.000    |
| Cremona   | Stadio Giovanni Zini     | 20.641    |
| Parma     | Stadio Sergio Lanfranchi | 05.000    |
| Viadana   | Stadio Luigi Zaffanella  | 06.000    |

## Teilnehmer
| Land        | Bisherige Teilnahmen | Ergebnis 2014 | Bestes Ergebnis                      |
| ----------- | -------------------- | ------------- | ------------------------------------ |
| Argentinien | 8                    | 9.            | 4. Platz (2012)                      |
| Australien  | 8                    | 5.            | 2. Platz (2010)                      |
| England     | 8                    | 1.            | Weltmeister (2013, 2014)             |
| Frankreich  | 8                    | 6.            | 4. Platz (2011)                      |
| Irland      | 8                    | 4.            | 5. Platz (2013)                      |
| Italien     | 6                    | 11.           | 11. Platz (2008, 2011, 2014)         |
| Japan       | 3                    | –             | 15. Platz (2008, 2009)               |
| Neuseeland  | 8                    | 3.            | Weltmeister (2008, 2009, 2010, 2011) |
| Samoa       | 6                    | 8.            | 9. Platz (2013, 2014)                |
| Schottland  | 8                    | 10.           | 9. Platz (2009, 2012)                |
| Südafrika   | 8                    | 2.            | Weltmeister (2012)                   |
| Wales       | 8                    | 7.            | 2. Platz (2013)                      |

## Vorrunde

### Gruppe A
|    | Land       | Spiele | Siege | Unent. | Ndlg. | Spiel- punkte | Diff. | Bonus- punkte | Tabellen- punkte |
| -- | ---------- | ------ | ----- | ------ | ----- | ------------- | ----- | ------------- | ---------------- |
| 1. | Frankreich | 3      | 3     | 0      | 0     | 96:35         | + 61  | 1             | 13               |
| 2. | England    | 3      | 2     | 0      | 1     | 107:53        | + 54  | 2             | 10               |
| 3. | Wales      | 3      | 1     | 0      | 2     | 92:52         | + 40  | 1             | 5                |
| 4. | Japan      | 3      | 0     | 0      | 3     | 17:172        | − 155 | 0             | 0                |

| 2. Juni 2015 16:30 MESZ | Frankreich     | 19 : 10 | Wales | Stadio San Michele, Calvisano Schiedsrichter: Matthew Carley (England) |
| 2. Juni 2015 16:30 MESZ | (12:3) Bericht |         |       | Stadio San Michele, Calvisano Schiedsrichter: Matthew Carley (England) |

| 2. Juni 2015 18:30 MESZ | England        | 59 : 7 | Japan | Stadio San Michele, Calvisano Schiedsrichter: Elia Rizzo (Italien) |
| 2. Juni 2015 18:30 MESZ | (45:0) Bericht |        |       | Stadio San Michele, Calvisano Schiedsrichter: Elia Rizzo (Italien) |

| 6. Juni 2015 16:30 MESZ | Frankreich     | 47 : 7 | Japan | Stadio Sergio Lanfranchi, Parma Schiedsrichter: Ben Whitehouse (Wales) |
| 6. Juni 2015 16:30 MESZ | (14:7) Bericht |        |       | Stadio Sergio Lanfranchi, Parma Schiedsrichter: Ben Whitehouse (Wales) |

| 6. Juni 2015 20:30 MESZ | England         | 30 : 16 | Wales | Stadio San Michele, Calvisano Schiedsrichter: Brendon Pickerill (Neuseeland) |
| 6. Juni 2015 20:30 MESZ | (25:10) Bericht |         |       | Stadio San Michele, Calvisano Schiedsrichter: Brendon Pickerill (Neuseeland) |

| 10. Juni 2015 16:30 MESZ | England        | 18 : 30 | Frankreich | Stadio Luigi Zaffanella, Viadana Schiedsrichter: Gary Conway (Irland) |
| 10. Juni 2015 16:30 MESZ | (8:17) Bericht |         |            | Stadio Luigi Zaffanella, Viadana Schiedsrichter: Gary Conway (Irland) |

| 10. Juni 2015 18:30 MESZ | Wales          | 66 : 3 | Japan | Stadio Luigi Zaffanella, Viadana Schiedsrichter: Lloyd Linton (Schottland) |
| 10. Juni 2015 18:30 MESZ | (33:3) Bericht |        |       | Stadio Luigi Zaffanella, Viadana Schiedsrichter: Lloyd Linton (Schottland) |

### Gruppe B
|    | Land       | Spiele | Siege | Unent. | Ndlg. | Spiel- punkte | Diff. | Bonus- punkte | Tabellen- punkte |
| -- | ---------- | ------ | ----- | ------ | ----- | ------------- | ----- | ------------- | ---------------- |
| 1. | Südafrika  | 3      | 3     | 0      | 0     | 119:26        | + 93  | 3             | 15               |
| 2. | Australien | 3      | 2     | 0      | 1     | 78:83         | − 5   | 2             | 10               |
| 3. | Samoa      | 3      | 1     | 0      | 2     | 60:98         | − 38  | 0             | 4                |
| 4. | Italien    | 3      | 0     | 0      | 3     | 44:94         | − 50  | 2             | 2                |

| 2. Juni 2015 18:30 MESZ | Australien     | 34 : 22 | Samoa | Stadio Sergio Lanfranchi, Parma Schiedsrichter: Shuhei Kubo (Japan) |
| 2. Juni 2015 18:30 MESZ | (15:8) Bericht |         |       | Stadio Sergio Lanfranchi, Parma Schiedsrichter: Shuhei Kubo (Japan) |

| 2. Juni 2015 20:30 MESZ | Südafrika      | 33 : 5 | Italien | Stadio San Michele, Calvisano Schiedsrichter: Gary Conway (Irland) |
| 2. Juni 2015 20:30 MESZ | (21:5) Bericht |        |         | Stadio San Michele, Calvisano Schiedsrichter: Gary Conway (Irland) |

| 6. Juni 2015 18:30 MESZ | Südafrika      | 40 : 8 | Samoa | Stadio Sergio Lanfranchi, Parma Schiedsrichter: Elia Rizzo (Italien) |
| 6. Juni 2015 18:30 MESZ | (21:3) Bericht |        |       | Stadio Sergio Lanfranchi, Parma Schiedsrichter: Elia Rizzo (Italien) |

| 6. Juni 2015 20:30 MESZ | Australien     | 31 : 15 | Italien | Stadio Sergio Lanfranchi, Parma Schiedsrichter: Juan Sylvestre (Argentinien) |
| 6. Juni 2015 20:30 MESZ | (24:8) Bericht |         |         | Stadio Sergio Lanfranchi, Parma Schiedsrichter: Juan Sylvestre (Argentinien) |

| 10. Juni 2015 18:30 MESZ | Samoa           | 30 : 24 | Italien | Stadio San Michele, Calvisano Schiedsrichter: William Houston (Australien) |
| 10. Juni 2015 18:30 MESZ | (20:12) Bericht |         |         | Stadio San Michele, Calvisano Schiedsrichter: William Houston (Australien) |

| 10. Juni 2015 20:30 MESZ | Südafrika      | 46 : 13 | Australien | Stadio San Michele, Calvisano Schiedsrichter: Ben Whitehouse (Wales) |
| 10. Juni 2015 20:30 MESZ | (20:3) Bericht |         |            | Stadio San Michele, Calvisano Schiedsrichter: Ben Whitehouse (Wales) |

### Gruppe C
|    | Land        | Spiele | Siege | Unent. | Ndlg. | Spiel- punkte | Diff. | Bonus- punkte | Tabellen- punkte |
| -- | ----------- | ------ | ----- | ------ | ----- | ------------- | ----- | ------------- | ---------------- |
| 1. | Neuseeland  | 3      | 3     | 0      | 0     | 125:42        | + 83  | 2             | 14               |
| 2. | Irland      | 3      | 2     | 0      | 1     | 45:61         | − 16  | 0             | 18               |
| 3. | Schottland  | 3      | 1     | 0      | 2     | 59:98         | − 39  | 1             | 5                |
| 4. | Argentinien | 3      | 0     | 0      | 3     | 51:79         | − 28  | 2             | 2                |

| 2. Juni 2015 16:30 MESZ | Irland        | 18 : 16 | Argentinien | Stadio Sergio Lanfranchi, Parma Schiedsrichter: Lloyd Linton (Schottland) |
| 2. Juni 2015 16:30 MESZ | (9:6) Bericht |         |             | Stadio Sergio Lanfranchi, Parma Schiedsrichter: Lloyd Linton (Schottland) |

| 2. Juni 2015 20:30 MESZ | Neuseeland      | 68 : 10 | Schottland | Stadio Sergio Lanfranchi, Parma Schiedsrichter: Juan Sylvestre (Argentinien) |
| 2. Juni 2015 20:30 MESZ | (27:10) Bericht |         |            | Stadio Sergio Lanfranchi, Parma Schiedsrichter: Juan Sylvestre (Argentinien) |

| 6. Juni 2015 16:30 MESZ | Irland         | 24 : 20 | Schottland | Stadio San Michele, Calvisano Schiedsrichter: Will Houston (Australien) |
| 6. Juni 2015 16:30 MESZ | (15:3) Bericht |         |            | Stadio San Michele, Calvisano Schiedsrichter: Will Houston (Australien) |

| 6. Juni 2015 18:30 MESZ | Neuseeland      | 32 : 29 | Argentinien | Stadio San Michele, Calvisano Schiedsrichter: Shohei Kubo (Japan) |
| 6. Juni 2015 18:30 MESZ | (15:12) Bericht |         |             | Stadio San Michele, Calvisano Schiedsrichter: Shohei Kubo (Japan) |

| 10. Juni 2015 18:30 MESZ | Argentinien   | 6 : 29 | Schottland | Stadio San Michele, Calvisano Schiedsrichter: Brendon Pickerill (Neuseeland) |
| 10. Juni 2015 18:30 MESZ | (6:9) Bericht |        |            | Stadio San Michele, Calvisano Schiedsrichter: Brendon Pickerill (Neuseeland) |

| 10. Juni 2015 20:30 MESZ | Neuseeland     | 25 : 3 | Irland | Stadio Luigi Zaffanella, Viadana Schiedsrichter: Matthew Carley (England) |
| 10. Juni 2015 20:30 MESZ | (11:3) Bericht |        |        | Stadio Luigi Zaffanella, Viadana Schiedsrichter: Matthew Carley (England) |

## Setzliste
Die Setzliste für die K.-o.-Phase, basierend auf den Ergebnissen der Vorrunde.
|                           | Land        | Gruppe | Diff. | Punkte |
| ------------------------- | ----------- | ------ | ----- | ------ |
| Finalrunde                |             |        |       |        |
| 01.                       | Südafrika   | B      | + 93  | 15     |
| 02.                       | Neuseeland  | C      | + 83  | 14     |
| 03.                       | Frankreich  | A      | + 61  | 13     |
| 04.                       | England     | A      | + 54  | 10     |
| Playoff um Platz 5 bis 8  |             |        |       |        |
| 05.                       | Australien  | B      | − 5   | 10     |
| 06.                       | Irland      | C      | − 16  | 8      |
| 07.                       | Wales       | A      | + 40  | 5      |
| 08.                       | Schottland  | C      | − 39  | 5      |
| Playoff um Platz 9 bis 12 |             |        |       |        |
| 09.                       | Samoa       | B      | − 38  | 4      |
| 10.                       | Argentinien | C      | − 28  | 2      |
| 11.                       | Italien     | B      | − 50  | 2      |
| 12.                       | Japan       | A      | − 155 | 0      |

## K.-o.-Phase

### Playoff um Platz 9 bis 12
|  | Halbfinale        | Halbfinale        |                  |    | 9. Platz         | 9. Platz         |
|  |                   |                   |                  |    |                  |                  |
|  | Samoa             | 12                |                  |    |                  |                  |
|  | Japan             | 29                |                  |    |                  |                  |
|  | 15. Juni, Viadana |                   |                  |    |                  |                  |
|  |                   |                   | 9. Juni, Viadana |    |                  |                  |
|  | Samoa             | 19                |                  |    |                  |                  |
|  |                   | Italien           | 20               |    |                  |                  |
|  |                   |                   |                  |    |                  |                  |
|  | 11. Platz         |                   |                  |    |                  |                  |
|  | 15. Juni, Viadana | 15. Juni, Viadana | Japan            | 21 |                  |                  |
|  | Argentinien       | 46                | Argentinien      | 38 |                  |                  |
|  | Italien           | 5                 |                  |    | 9. Juni, Cremona | 9. Juni, Cremona |

Halbfinale
| 15. Juni 2015 16:30 MESZ | Argentinien    | 46 : 5 | Italien | Stadio Luigi Zaffanella, Viadana Schiedsrichter: Lloyd Linton (Schottland) |
| 15. Juni 2015 16:30 MESZ | (31:0) Bericht |        |         | Stadio Luigi Zaffanella, Viadana Schiedsrichter: Lloyd Linton (Schottland) |

| 15. Juni 2015 18:30 MESZ | Samoa          | 12 : 29 | Japan | Stadio Luigi Zaffanella, Viadana Schiedsrichter: Gary Conway (Irland) |
| 15. Juni 2015 18:30 MESZ | (0:12) Bericht |         |       | Stadio Luigi Zaffanella, Viadana Schiedsrichter: Gary Conway (Irland) |

Spiel um Platz 11
| 20. Juni 2015 18:30 MESZ | Samoa          | 19 : 20 | Italien | Stadio Giovanni Zini, Cremona Schiedsrichter: Gary Conway (Irland) |
| 20. Juni 2015 18:30 MESZ | (13:6) Bericht |         |         | Stadio Giovanni Zini, Cremona Schiedsrichter: Gary Conway (Irland) |

Spiel um Platz 9
| 20. Juni 2015 18:30 MESZ | Japan           | 21 : 38 | Argentinien | Stadio Luigi Zaffanella, Viadana Schiedsrichter: Elia Rizzo (Italien) |
| 20. Juni 2015 18:30 MESZ | (14:17) Bericht |         |             | Stadio Luigi Zaffanella, Viadana Schiedsrichter: Elia Rizzo (Italien) |

### Playoff um Platz 5 bis 8
|  | Halbfinale          | Halbfinale        |                   |    | 5. Platz          | 5. Platz          |
|  |                     |                   |                   |    |                   |                   |
|  | Australien          | 31                |                   |    |                   |                   |
|  | Schottland          | 21                |                   |    |                   |                   |
|  | 15. Juni, Calvisano |                   |                   |    |                   |                   |
|  |                     |                   | 20. Juni, Viadana |    |                   |                   |
|  | Australien          | 28                |                   |    |                   |                   |
|  |                     | Wales             | 23                |    |                   |                   |
|  |                     |                   |                   |    |                   |                   |
|  | 7. Platz            |                   |                   |    |                   |                   |
|  | 15. Juni, Viadana   | 15. Juni, Viadana | Schottland        | 9  |                   |                   |
|  | Irland              | 12                | Irland            | 17 |                   |                   |
|  | Wales               | 22                |                   |    | 20. Juni, Viadana | 20. Juni, Viadana |

Halbfinale
| 15. Juni 2015 16:30 MESZ | Australien    | 31 : 21 | Schottland | Stadio San Michele, Calvisano Schiedsrichter: Elia Rizzo (Italien) |
| 15. Juni 2015 16:30 MESZ | (5:7) Bericht |         |            | Stadio San Michele, Calvisano Schiedsrichter: Elia Rizzo (Italien) |

| 15. Juni 2015 20:30 MESZ | Irland         | 12 : 22 | Wales | Stadio Luigi Zaffanella, Viadana Schiedsrichter: William Houston (Australien) |
| 15. Juni 2015 20:30 MESZ | (0:22) Bericht |         |       | Stadio Luigi Zaffanella, Viadana Schiedsrichter: William Houston (Australien) |

Spiel um Platz 7
| 20. Juni 2015 20:30 MESZ | Schottland    | 9 : 17 | Irland | Stadio Luigi Zaffanella, Viadana Schiedsrichter: Shuhei Kubo (Japan) |
| 20. Juni 2015 20:30 MESZ | (6:7) Bericht |        |        | Stadio Luigi Zaffanella, Viadana Schiedsrichter: Shuhei Kubo (Japan) |

Spiel um Platz 5
| 20. Juni 2015 18:30 MESZ | Wales          | 23 : 28 | Australien | Stadio Luigi Zaffanella, Viadana Schiedsrichter: Lloyd Linton (Schottland) |
| 20. Juni 2015 18:30 MESZ | (5:14) Bericht |         |            | Stadio Luigi Zaffanella, Viadana Schiedsrichter: Lloyd Linton (Schottland) |

### Finalrunde
|  | Halbfinale          | Halbfinale          |                   |    | Finale            | Finale            |
|  |                     |                     |                   |    |                   |                   |
|  | Südafrika           | 20                  |                   |    |                   |                   |
|  | England             | 28                  |                   |    |                   |                   |
|  | 15. Juni, Calvisano |                     |                   |    |                   |                   |
|  |                     |                     | 20. Juni, Cremona |    |                   |                   |
|  | England             | 16                  |                   |    |                   |                   |
|  |                     | Neuseeland          | 21                |    |                   |                   |
|  |                     |                     |                   |    |                   |                   |
|  | 3. Platz            |                     |                   |    |                   |                   |
|  | 15. Juni, Calvisano | 15. Juni, Calvisano | Südafrika         | 31 |                   |                   |
|  | Neuseeland          | 45                  | Frankreich        | 18 |                   |                   |
|  | Frankreich          | 7                   |                   |    | 20. Juni, Cremona | 20. Juni, Cremona |

Halbfinale
| 15. Juni 2015 18:30 MESZ | Neuseeland     | 45 : 7 | Frankreich | Stadio San Michele, Calvisano Schiedsrichter: Ben Whitehouse (Wales) |
| 15. Juni 2015 18:30 MESZ | (31:7) Bericht |        |            | Stadio San Michele, Calvisano Schiedsrichter: Ben Whitehouse (Wales) |

| 15. Juni 2015 20:30 MESZ | Südafrika      | 20 : 28 | England | Stadio San Michele, Calvisano Schiedsrichter: Brendon Pickerill (Neuseeland) |
| 15. Juni 2015 20:30 MESZ | (6:18) Bericht |         |         | Stadio San Michele, Calvisano Schiedsrichter: Brendon Pickerill (Neuseeland) |

Spiel um Platz 3
| 20. Juni 2015 18:30 MESZ | Frankreich     | 18 : 31 | Südafrika | Stadio Giovanni Zini, Cremona Schiedsrichter: Matthew Carley (England) |
| 20. Juni 2015 18:30 MESZ | (8:28) Bericht |         |           | Stadio Giovanni Zini, Cremona Schiedsrichter: Matthew Carley (England) |

Finale
| 20. Juni 2015 20:30 MESZ | Neuseeland                                                                                            | 21 : 16         | England                                                                                      | Stadio Giovanni Zini, Cremona Schiedsrichter: Will Houston (Australien) |
| 20. Juni 2015 20:30 MESZ | Versuche: Aso 25. n.erh. Ioane 45. erh. Erhöhungen: Black (1/2) Straftritte: Black (3/4) 8., 36., 58. | (11:10) Bericht | Versuche: Clark 3. erh. Erhöhungen: Jennings (1/1) Straftritte: Jennings (3/4) 12., 49., 56. | Stadio Giovanni Zini, Cremona Schiedsrichter: Will Houston (Australien) |

## Schlussplatzierungen
| Platz | Land        |
| ----- | ----------- |
| 01    | Neuseeland  |
| 02    | England     |
| 03    | Südafrika   |
| 04    | Frankreich  |
| 05    | Australien  |
| 06    | Wales       |
| 07    | Irland      |
| 08    | Schottland  |
| 09    | Argentinien |
| 10    | Japan       |
| 11    | Italien     |
| 12    | Samoa       |

Neuseeland wurde Weltmeister, Samoa stieg ab und nahm 2016 an der World Rugby U20 Trophy teil.